# Muzeul Memorial „Poni - Cernătescu”
Muzeul Memorial „Poni - Cernătescu” este un muzeu național din Iași, amplasat în Str. Mihail Kogălniceanu nr. 7 B.

## Istoricul clădirii
Clădirea care adăpostește Muzeul „Poni – Cernătescu”, declarată monument istoric având codul IS-II-m-B-03918, a fost construită în 1839 de către Mitropolitul Veniamin Costachi (1768-1846). În anul 1880 a devenit proprietatea profesorului Petru Poni, membru al Academiei Române, exponent al generației de savanți care a pus bazele științei românești. Din anul 1925, casa revine fiicei lui Petru Poni, chimista Margareta Poni, care o donează în 1971 Consiliului Popular al orașului Iași, cu scopul de a fi organizată ca muzeu memorial dedicat familiei Petru Poni. Parcul casei și foișorul său, numit „chioșcul poeziei” - reconstruit în anul 1995 - unde citeau versuri Mihai Eminescu, Veronica Micle, Matilda Cugler-Poni, dau un farmec aparte clădirii. Nepoata savantului, profesoara Florica Mageru, a făcut de asemenea o importantă donație Complexului Muzeal Național „Moldova” Iași, cuprinzând patrimoniul mobil existent la acea dată în casa familiei Poni. După un lung proces de restaurare, muzeul a fost inaugurat în anul 1991, sub numele de Muzeul Chimiei Ieșene „Petru Poni”. În anul 1994 a devenit Muzeul „Poni-Cernătescu”.  

## Organizarea muzeului
Beneficiind în perioada 2009-2011 de o amplă reorganizare și remodelare tematică a expoziției de bază, Muzeul „Poni-Cernătescu”, redeschis în martie 2012, pune în valoare, prin mijloace muzeotehnice moderne, exponate cu caracter memorialistic, științific și artistic. Prin reamenajare s-a urmărit reconstituirea ambianței unei reședințe de început de secol XX, într-un spațiu ce reunește rigoarea științifică a academicianului Petru Poni (1841-1925) cu rafinamentul și sensibilitatea artistică a soției sale, poeta Matilda Cugler-Poni (1851-1931). Astfel, au fost amenajate, pe baza documentelor și fotografiilor de arhivă, holul de primire, sufrageria, biroul lui Petru Poni, salonul Matildei Cugler-Poni și camera profesorului Radu Cernătescu, nepot al lui Petru Poni, remarcabil cercetător în domeniul chimiei, membru al Academiei Române. 
Camera personalităților chimiei ieșene, amenajată ca laborator de chimie, întregește ambianța și atmosfera de studiu în care a trăit familia Poni. Acest spațiu, dotat cu masă de lucru cu substanțe, sticlărie și ustensile necesare realizării unor experiențe de chimie atractive, plasmă multi-touch cu aplicații de chimie, este destinat desfășurării atelierelor de pedagogie muzeală pentru elevi și studenți. Ținând cont de studiile și cercetările lui Petru Poni asupra mineralelor din România, la demisolul clădirii, s-a amenajat o expoziție permanentă cu minerale din colecția Muzeului Științei și Tehnicii „Ștefan Procopiu”, reconstituindu-se o atmosferă minieră prin valorificarea originală a unui spațiu nefolosit până acum și integrat, într-un mod inovator, în circuitul expozițional. În cadrul noului concept muzeal au fost folosite cele mai noi tehnologii IT pentru a prezenta atractiv informații despre personalitățile și istoricul casei (touch-screen, plasmă video multi-touch cu software de chimie).